# Bierbauer Lipót Ferenc
Bierbauer Lipót Ferenc (Kőszeg, 1841. november 9. – Balatonfüred, 1917. február 7.) magyar fizika- és kémiatanár, bencés szerzetes.

## Életpályája
1857-től a bencés rend tagja. Teológiai tanulmányait Pannonhalmán folytatta. 1864. november 19-én pappá szentelték. 1864-1865 között Sopronban a főgimnáziumban tanított fizikát és kémiát. 1865-1867 között Pannonhalmán a Szent Benedek-rend Katolikus Szent Gellért Hittudományi Főiskolán tanár és székesegyházi hitszónok volt. 1867-1885 között a győri főgimnáziumban tanított. 1885-1914 között jószágkormányzó a pannonhalmi bencés rend veszprémi kerületében, veszprémvarsányi és tarjánpusztai birtokán. Részvénytársaságot alapított, műszaki bizottságot szervezett. Főként a fizikai eredmények hasznosításának kérdései foglalkoztatták. Győrött már az 1870-es években több helyre bevezette a telefont és a villamos ívlámpával való világítást. Egyik érdeme a győri vízvezeték megalapítása. 1914-től nyugalomban élt Tihanyban illetve Balatonfüreden.

## Írásai
A fizika, vegytan és csillagászat területéről több tankönyvet írt.  
- Vegytan a legújabb elméletek alapján - 1876.
- Győr megyei borászat - 1873.
- Physika, a középtanodák felsőbb osztályai használatára - 1878, tankönyve az első magyar nyelvű fizikai tankönyv volt.
- A fizikának elemei középiskolák számára - 1884.
- Csillagászat toldalékul a fizika elemeihez - 1884.